# Allium truncatum
Allium truncatum — вид трав'янистих рослин родини амарилісові (Amaryllidaceae), поширений у східному Середземномор'ї.

## Поширення
Поширений у східному Середземномор'ї — Ізраїль, Ліван, Туреччина.